# Jo Bruton
Jo Bruton (nascido em 1967) é uma artista britânica.
Bruton estudou na Faculdade de Arte e Design de West Sussex, na Faculdade de Arte e Design de Exeter e na Faculdade de Arte e Design de Chelsea.
O seu trabalho está incluído na colecção do Tate Museum, em Londres, e do British Council.